# Howard Bay
Pour les articles homonymes, voir Bay.
Howard Bay, né le 3 mai 1912 à Centralia (État de Washington), mort le 21 novembre 1986 à New York (arrondissement de Manhattan), est un décorateur, éclairagiste et costumier américain.

## Biographie
Dès 1936, Howard Bay devient très actif au théâtre à Broadway (New York), où il exerce jusqu'en 1979, principalement comme décorateur, éclairagiste et parfois costumier.
Parmi les productions notables auxquelles il contribue, mentionnons les pièces Les Joyeuses Commères de Windsor de William Shakespeare (1938), Montserrat d'Emmanuel Roblès (1949), La Maison des otages de Joseph Hayes (1955) et Equus de Peter Shaffer (1974-1977), ainsi que les comédies musicales Carmen Jones (musique de Georges Bizet, 1943-1946), Show Boat (musique de Jerome Kern, reprise de 1946-1947), The Music Man (musique de Meredith Willson, 1957-1961) et L'Homme de la Mancha (musique de Mitch Leigh, 1965-1972).
Occasionnellement, il est décorateur au cinéma, contribuant à trois films américains, dont L'Exilé de Max Ophüls (1947).
Durant sa carrière, outre deux nominations, il gagne deux Tony Awards des meilleurs décors (dont un pour L'Homme de la Mancha précité en 1966).
Howard Bay meurt à 74 ans, en 1986.

## Théâtre à Broadway (intégrale)

### Décorateur uniquement

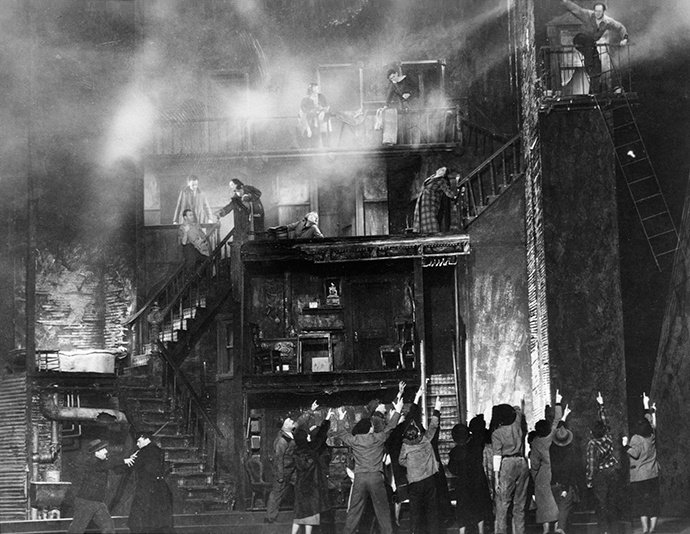
Décor pour One-Third of a Nation (1938)

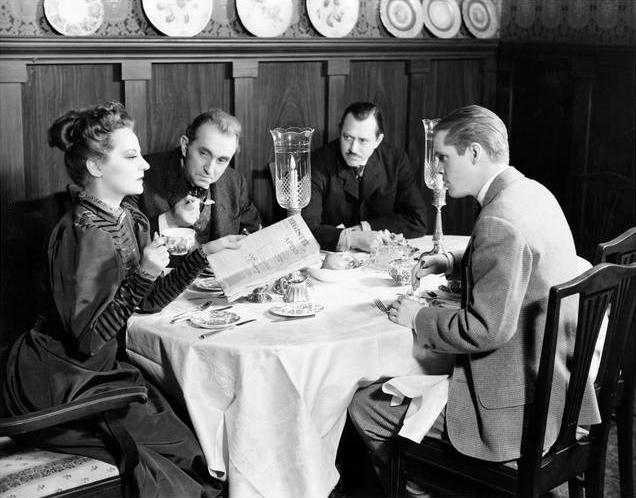
The Little Foxes (1939), avec Tallulah Bankhead, Charles Dingle, Carl Benton Reid et Dan Duryea (de g. à d.)

- 1936 : Chalk Dust d'Harold A. Clarke et Maxwell Nurnberg
- 1936 : Battle Hymn de Michael Blankfort et Michael Gold, mise en scène de Vincent Sherman
- 1937 : Marching Song de John Howard Lawson
- 1937 : Power d'Arthur Arent
- 1937 : Native Ground de Virgil Geddes
- 1938 : One-Third of a Nation (en) d'Arthur Arent
- 1938 : Sunup to Sundown de Francis Edward Faragoh, mise en scène de Joseph Losey
- 1938 : Les Joyeuses Commères de Windsor (The Merry Wives of Windsor) de William Shakespeare
- 1938 : Trojan Incident de Philip H. Davis, d'après les écrits d'Homère et Euripide
- 1939 : Life and Death of an American de George Sklar, musique de scène d'Alex North et Earl Robinson
- 1939-1940 : The Little Foxes (en) de Lillian Hellman, mise en scène et production d'Herman Shumlin
- 1940 : La Cinquième Colonne (The Fifth Column), adaptation par Benjamin Glazer du recueil de nouvelles éponyme d'Ernest Hemingway, mise en scène de Lee Strasberg
- 1940 : Morning Star de Sylvia Regan
- 1940-1943 : Le blé est vert (en) (The Corn Is Green) d'Emlyn Williams, mise en scène et production d'Herman Shumlin
- 1941 : The Man With Blond Hair de (et mise en scène par) Norman Krasna
- 1941-1942 : Brooklyn, U.S.A de John Bright et Asa Bordages
- 1942 : Johnny 2 X 4 de (et produite par) Rowland Brown
- 1942 : Lune noire (The Moon Is Down), adaptation du roman éponyme de John Steinbeck, mise en scène de Chester Erskine
- 1942 : The Strings, My Lord, Are False de Paul Vincent Carroll, mise en scène d'Elia Kazan
- 1942-1943 : Uncle Harry de Thomas Job
- 1942 : Count Me In, revue, musique et lyrics d'Ann Ronell (orchestrations de Robert Russell Bennett), sketches de Walter Kerr et Lev Brady, chorégraphie de Robert Alton, costumes d'Irene Sharaff
- 1942 : The Great Big Doorstep de Frances Goodrich et Albert Hackett, mise en scène et production d'Herman Shumlin
- 1942-1943 : The Eve of St. Mark de Maxwell Anderson
- 1943 : The Patriots (en) de Sidney S. Kingsley (en)
- 1943 : A New Life d'Elmer Rice
- 1943-1944 : Quand l'amour manuvre (Something for the Boys), comédie musicale produite par Michael Todd, musique et lyrics de Cole Porter, livret de Dorothy et Herbert Fields, mise en scène d'Hassard Short, chorégraphie de Jack Cole
- 1943-1944 : Mashenka (Listen, Professor!) d'Alexandre Afinoguenov, adaptation de Peggy Phillips, costumes de Lucinda Ballard
- 1943-1945 : One Touch of Venus, comédie musicale produite par Cheryl Crawford, musique, orchestrations et arrangements de Kurt Weill, lyrics d'Ogden Nash, livret d'Ogden Nash et S.J. Perelman, mise en scène d'Elia Kazan, chorégraphie d'Agnes de Mille, direction musicale de Maurice Abravanel
- 1943-1946 : Carmen Jones, comédie musicale produite par Billy Rose, musique de Georges Bizet (arrangée par Robert Russell Bennett), lyrics et livret d'Oscar Hammerstein II, d'après l'opéra et la nouvelle éponymes, mise en scène et lumières d'Hassard Short, chorégraphie d'Eugene Loring, costumes de Raoul Pène Du Bois
- 1944 : Storm Operation de Maxwell Anderson
- 1944 : La Veuve joyeuse (The Merry Widow), opérette, musique de Franz Lehár, livret original de Victor Léon et Leo Stein, adaptation d'Adrian Ross, Sidney Sheldon et Ben Roberts, chorégraphie de George Balanchine
- 1944 : The Visitor de Kenneth White, mise en scène et production d'Herman Shumlin
- 1944 : Violet de (et mise en scène par) Whitfield Cook
- 1944-1945 : The Searching Wind de Lillian Hellman, mise en scène et production d'Herman Shumlin
- 1944-1945 : Dix Petits Nègres (Ten Little Indians) d'Agatha Christie, mise en scène d'Albert de Courville
- 1944-1945 : Catherine Was Great de Mae West, production de Michael Todd
- 1945 : Marinka, opérette, musique d'Emmerich Kálmán, lyrics de George Marion Jr., livret de George Marion Jr. et Karl Farkas, mise en scène d'Hassard Short, chorégraphie d'Albertina Rasch
- 1945 : Devils Galore d'Eugene Vale
- 1945-1946 : Deep Are the Roots d'Arnaud d'Usseau et James Gow, mise en scène d'Elia Kazan
- 1945-1946 : Polonaise, comédie musicale, musique de Frédéric Chopin (adaptée par Don Walker), lyrics de John La Touche, livret de Gottfried Reinhardt et Anthony Veiller
- 1946 : Le Bourgeois gentilhomme (The Would-Be Gentleman) de Molière, adaptation de Bobby Clark, costumes d'Irene Sharaff
- 1946 : Woman Bites Dog de Bella et Sam Spewack
- 1946-1947 : Show Boat, comédie musicale, musique de Jerome Kern (orchestrée par Robert Russell Bennett), lyrics et livret d'Oscar Hammerstein II (d'après le roman éponyme d'Edna Ferber), nouvelle production de Jerome Kern et Oscar Hammerstein II, mise en scène d'Hassard Short et Oscar Hammerstein II, chorégraphie d'Helen Tamiris, costumes de Lucinda Ballard (+ reprise en 1954)
- 1949 : Le Grand Couteau (The Big Knife) de Clifford Odets, mise en scène de Lee Strasberg
- 1949 : Montserrat d'Emmanuel Roblès, adaptation et mise en scène de Lillian Hellman, costumes d'Irene Sharaff
- 1950-1951 : Michael Todd's Peep Show, revue produite par Michael Todd, musique et lyrics de Prince Chakrband Bhumibol, livret de Bobby Clark, mise en scène d'Hassard Short et Bobby Clark, costumes d'Irene Sharaff
- 1950 : La Parisienne (Parisienne) d'Henry Becque, adaptation d'Ashley Dukes, mise en scène de Sam Wanamaker
- 1950 : Hilda Crane de Samson Raphaelson, mise en scène d'Hume Cronyn
- 1952-1953 : The Children's Hour (en) de Lillian Hellman, costumes d'Anna Hill Johnstone
- 1955 : Finian's Rainbow, comédie musicale, musique de Burton Lane (orchestrée par Robert Russell Bennett), lyrics de Yip Harburg, livret de Yip Harbug et Fred Saidy (+ reprise en 1960)
- 1963 : Pal Joey, comédie musicale, musique de Richard Rodgers, lyrics de Lorenz Hart, livret de John O'Hara

### Éclairagiste uniquement
- 1944-1946 : Song of Norway (en), opérette, musique d'Edvard Grieg, adaptations et lyrics de George Forrest et Robert C. Wright, livret de Milton Lazarus, chorégraphie de George Balanchine
- 1959-1960 : L'Hurluberlu ou le Réactionnaire amoureux (The Fighting Cock) de Jean Anouilh, adaptation de Lucienne Hill, mise en scène de Peter Brook

### Décorateur et éclairagiste
- 1944 : Men to the Sea d'Herbert Kubly
- 1944-1945 : Chicken Every Sunday de Julius J. Epstein et Philip G. Epstein
- 1944-1946 : Follow the Girls, comédie musicale, musique et lyrics de Dan Shapiro, Milton Pascal et Phil Charig, livret de Guy Bolton et Eddie Davis
- 1945-1947 : Up in Central Park, comédie musicale produite par Michael Todd, musique de Sigmund Romberg, lyrics de Dorothy Fields, livret de Dorothy et Herbert Fields, chorégraphie d'Helen Tamiris (+ décorateur de l'adaptation au cinéma : voir ci-après)
- 1948 : Magdalena, comédie musicale, musique d'Heitor Villa-Lobos, lyrics de George Forrest et Robert C. Wright, livret de Frederick Hazlitt Brennan et Homer Curran, mise en scène de Jules Dassin, chorégraphie de Jack Cole, costumes d'Irene Sharaff
- 1950 : Reviens petite Sheba (Come Back, Little Sheba) de William Inge, mise en scène de Michael Mann
- 1951 : The Autumn Garden de Lillian Hellman, costumes d'Anna Hill Johnstone
- 1951 : Flahooley, comédie musicale, musique de Sammy Fain, lyrics de Yip Harburg, livret et mise en scène de Yip Harburg et Fred Saidy, chorégraphie d'Helen Tamiris
- 1951 : The Grand Tour de (et mise en scène par) Elmer Rice
- 1951-1952 : Two on the Aisle, revue, musique de Jule Styne, lyrics et sketches de Betty Comden et Adolph Green
- 1952-1953 : The Shrike de Joseph Kramm, mise en scène et production de José Ferrer
- 1953 : Mid-Summer de Viña Delmar
- 1954-1955 : Sandhog, comédie musicale, musique, lyrics et livret d'Earl Robinson et Waldo Salt, mise en scène d'Howard DaSilva
- 1955 : La Maison des otages (The Desperate Hours) de Joseph Hayes, mise en scène de Robert Montgomery
- 1955-1956 : Red Roses for Me de Seán O'Casey
- 1956 : A Very Special Baby de Robert Alan Aurthur, mise en scène de Martin Ritt
- 1956 : Night of the Auk d'Arch Oboler, mise en scène de Sidney Lumet
- 1957-1958 : Romanoff et Juliette (Romanoff and Juliet) de Peter Ustinov, musique de scène d'Harold Rome, mise en scène de George S. Kaufman, costumes d'Helene Pons
- 1957-1961 : The Music Man, comédie musicale, musique, lyrics et livret de Meredith Willson, mise en scène de Morton DaCosta, costumes de Raoul Pène Du Bois
- 1958 : Interlock d'Ira Levin
- 1959 : A Desert Incident de Pearl Buck, costumes d'Ann Roth
- 1960 : Cut of the Axe de Sheppard Kerman
- 1960 : The Cool World de Warren Miller (en) et Robert Rossen, mise en scène de Robert Rossen, costumes d'Ann Roth
- 1960-1961 : Toys in the Attic de Lillian Hellman, mise en scène d'Arthur Penn, costumes de Ruth Morley
- 1960-1961 : The Wall de Millard Lampell, mise en scène de Morton DaCosta
- 1961-1963 : Milk and Honey, comédie musicale, musique et lyrics de Jerry Herman, livret de Don Appell
- 1962 : Isle of Children de Robert L. Joseph, mise en scène de Jules Dassin, costumes d'Ann Roth
- 1963 : My Mother, My Father and Me de Lillian Hellman et Burt Blechman, mise en scène de Gower Champion, costumes de Dorothy Jeakins
- 1963 : Bicycle Ride to Nevada de Robert Thom, mise en scène et production d'Herman Shumlin
- 1964 : Never Live Over a Pretzel Factory de Jerry Devine
- 1967 : The Little Foxes (en) de Lillian Hellman, reprise mise en scène par Mike Nichols
- 1969 : Fire! de John Roc
- 1970 : Cry for Us All, comédie musicale, musique de Mitch Leigh, lyrics de Phyllis Robinson et William Alfred, livret de William Alfred et Albert Marre, mise en scène d'Albert Marre
- 1976-1977 : Pauvre Assassin (Poor Murderer) de Pavel Kohout, adaptation d'Herbert Berghof et Laurence Luckinbill, mise en scène d'Herbert Berghof
- 1979 : The Utter Glory of Morrisey Hall, comédie musicale, musique et lyrics de Clark Gesner, livret de Clark Gesner et Nagle Jackson, mise en scène de Nagle Jackson

### Décorateur, éclairagiste et costumier
- 1965-1972 : L'Homme de la Mancha (Man of La Mancha), comédie musicale, musique de Mitch Leigh, lyrics de Joe Darion, livret de Dale Wasserman (d'après le roman Don Quichotte de Miguel Cervantes, chorégraphie de Jack Cole (+ reprises en 1977 et 1992)
- 1976 : Home Sweet Homer, comédie musicale, musique de Mitch Leigh, lyrics de Charles Burr et Forman Brown, livret de Roland Kibbee et Albert Marre, mise en scène d'Albert Marre

### Autres
- 1948-1950 : As the Girls Go, comédie musicale, musique de Jimmy McHugh, lyrics d'Harold Adamson, livret de William Roos (décorateur et metteur en scène)
- 1950 : La Dame de la mer (The Lady from the Sea) d'Henrik Ibsen, mise en scène de Sam Wanamaker (directeur artistique)
- 1950 : Borned in Texas de Lynn Riggs, mise en scène de Sam Wanamaker (directeur artistique)
- 1957-1958 : La Paix du dimanche (Look Back in Anger) de John Osborne, mise en scène de Tony Richardson (superviseur des décors, costumes et lumières)
- 1974-1977 : Equus de Peter Shaffer (superviseur des décors et lumières)

## Filmographie (décorateur)
- 1947 : L'Exilé (The Exile) de Max Ophüls
- 1948 : Up in Central Park de William A. Seiter
- 1954 : Go, Man, Go ! de James Wong Howe

## Distinctions

### Nominations
- Deux Tony Awards :
  - En 1966, pour L'Homme de la Mancha (meilleurs costumes) ;
  - Et en 1970, pour Cry for Us All (meilleurs décors).

### Récompenses
- Deux Tony Awards des meilleurs décors gagnés :
  - En 1960, pour Toys in the Attic ;
  - Et en 1966, pour L'Homme de la Mancha.